# Alicia Barnett
Alicia Barnett (nació el 18 de octubre de 1993) es una tenista británica.
Barnett tiene un ranking de individuales WTA más alto de su carrera, No. 453, logrado el 13 de mayo de 2019. También tiene un ranking WTA más alto de su carrera, No. 59 en dobles, logrado el 24 de octubre de 2022.
Barnett hizo su debut en el cuadro principal de la WTA en dobles en el WTA Lyon Open 2022, junto a su compatriota Olivia Nicholls

## Títulos WTA (1; 0+1)

### Dobles (1)
| Leyenda              |
| -------------------- |
| Grand Slam (0)       |
| Juegos Olímpicos (0) |
| WTA Finals (0)       |
| WTA 1000 (0)         |
| WTA 500 (0)          |
| WTA 250 (1)          |

| N.º | Fecha                | Torneo | Superficie | Pareja          | Oponentes en la final             | Resultado        |
| --- | -------------------- | ------ | ---------- | --------------- | --------------------------------- | ---------------- |
| 1.  | 27 de agosto de 2022 | Granby | Dura       | Olivia Nicholls | Harriet Dart Rosalie van der Hoek | 5-7, 6-3, [10-1] |

#### Finalista (1)
| N.º | Fecha              | Torneo | Superficie | Pareja          | Oponentes en la final          | Resultado |
| --- | ------------------ | ------ | ---------- | --------------- | ------------------------------ | --------- |
| 1.  | 6 de marzo de 2022 | Lyon   | Dura (i)   | Olivia Nicholls | Laura Siegemund Vera Zvonareva | 5-7, 1-6  |